# Alan Taylor
Pour les articles homonymes, voir Alan Taylor (homonymie) et Taylor.
Alan Taylor est un réalisateur américain né en 1965. Il officie surtout dans les séries télévisées.

## Biographie
Il est le fils du vidéaste James J. Taylor (en) (1931-2005) et de la conservatrice de musée Mimi Cazort (en). Sa sœur est la chanteuse d'indie rock Anna Domino (en).

### Vie privée
Il est marié à la maquilleuse Nicki Ledermann avec laquelle il a eu 2 filles, Ginger et Willa, et un fils, Jem.

## Filmographie

### Réalisateur

#### Cinéma
Courts métrages
- 1990 : That Burning Question

Longs métrages
- 1995 : Les Amateurs (Palookaville)
- 2002 : The Emperor's New Clothes
- 2003 : Kill the Poor
- 2013 : Thor : Le Monde des ténèbres (Thor: The Dark World)
- 2015 : Terminator Genisys
- 2021 : Many Saints of Newark - Une histoire des Soprano (The Many Saints of Newark)

#### Télévision
- 1993-1999 : Homicide (Homicide: Life on the Street) - 6 épisodes
- 1996-1997 : Haute finance (Traders) - Saison 1, épisodes 2, 4, 12 et 13
- 1997 : Oz - Saison 1, épisode 6
- 1998 : Oz - Saison 2, épisode 6
- 1999 : Un agent très secret (Now and Again) - Saison 1, épisode 3
- 1999-2000 : À la Maison-Blanche (The West Wing) - Saison 1, épisodes 8 et 167
- 1999-2003 : Sex and the City - 6 épisodes
- 1999-2007 : Les Soprano (The Sopranos) - 9 épisodes
- 2000 : Six Feet Under - Saison 2, épisode 8
- 2004 : Keen Eddie - Saison 1, épisode 8
- 2004 : Deadwood - Saison 1, épisode 4
- 2005 : La Caravane de l'étrange (Carnivàle) - Saison 2, épisode 7
- 2005 : Deadwood - Saison 2, épisode 4
- 2005 : Lost : Les Disparus (Lost) - Saison 2, épisode 4
- 2005 : Rome - Saison 1, épisodes 10 et 12
- 2006 : Big Love - Saison 1, épisode 5
- 2007 : Mad Men - Saison 1, épisode 1, 2 et 12
- 2008 : 1% (téléfilm)
- 2008 : New York, police judiciaire (Law & Order) - Saison 18, épisode 5
- 2008 : Mad Men - Saison 2, épisode 12
- 2009 : En analyse (In Treatment) - Saison 2, épisode 19
- 2009 : Bored to Death - Saison 1, épisodes 1 et 2
- 2010 : The Wonderful Maladys
- 2010 : Nurse Jackie - Saison 2, épisodes 3 et 4
- 2010 : Rubicon - Saison 1, épisode 9
- 2010 : Bored to Death - Saison 2, épisodes 1 et 2
- 2010 : Boardwalk Empire - Saison 1, épisode 5
- 2011 : The Playboy Club - Épisode pilote
- 2011 : Game of Thrones - Saison 1, épisodes 9 et 10
- 2012 : Game of Thrones - Saison 2, épisodes 1, 2, 8 et 10
- 2017 : Game of Thrones - Saison 7, épisode 6

### Producteur
- 2009-2010 : Bored to Death (producteur consultant)
- 2011-2012 : Game of Thrones (coproducteur exécutif)

### Scénariste
- 1990 : That Burning Question (court-métrage)
- 2002 : The Emperor's New Clothes

## Distinctions
Source : Internet Movie Database : 

### Récompenses
Tromsø International Film Festival 1997
Prix du public pour Les Amateurs
Florida Film Festival 2002
Meilleur film international pour The Emperor's New Clothes
Emmy Awards 2007
Meilleure réalisation d'un épisode de série télévisée dramatique pour l'épisode Bon débarras (Kennedy and Heidi) de Les Soprano
Directors Guild of America Awards 2008
Meilleure réalisation d'un épisode de série télévisée dramatique pour l'épisode pilote de Mad Men

### Nominations
Festival international du film de Thessalonique 1995
Alexandre d'or pour Les Amateurs
Emmy Awards 2008
Meilleure réalisation d'un épisode de série télévisée dramatique pour l'épisode pilote de Mad Men
Directors Guild of America Awards 2009
Meilleure réalisation d'un épisode de série télévisée dramatique pour l'épisode The Mountain King de Mad Men